# Clara Lollini
Clara Lollini (Roma, 4 febbraio 1888 – Roma, 24 maggio 1987) è stata una chimica italiana.

## Biografia
Nacque a Roma il 4 febbraio 1888 da Vittorio Lollini, avvocato e deputato socialista e da Elisa Agnini, femminista e giornalista. 
Nel 1912 si laureò in chimica e l'anno successivo sposò Michele Giua, professore di chimica, firmando con lui diversi libri tra cui il “Dizionario tedesco-italiano per le scienze fisiche e affini”, il “Dizionario di chimica generale e industriale”, più volte ristampato e tradotto in altre lingue, e “Combinazioni chimiche tra metalli”. 
Negli anni trenta suo marito fu condannato al carcere dal tribunale speciale fascista; Clara, madre di tre figli, Renzo, Franco e Lisa, continuò il suo lavoro di traduttrice dal tedesco (tra cui il testo "La formazione dei continenti e degli oceani" di Alfred Lothar Wegener) sostenendo da sola il carico familiare. Perse in quegli anni due figli, Franco per malattia e Renzo caduto il 17 febbraio 1938 in Estremadura nel corso della guerra civile spagnola dove combatteva da volontario nelle Brigate Garibaldi.

### Vita privata e morte
Alla morte del marito, avvenuta il 25 marzo 1966, si trasferì a Roma dove morì nel 1987.